# Лев, колдунья и платяной шкаф
«Лев, колду́нья и платяно́й шкаф» (англ. The Lion, the Witch and the Wardrobe) — первая (вторая по внутренней хронологии) книга серии «Хроники Нарнии» Клайва Стейплза Льюиса. Выпущена в 1950 году. Входит в 100 лучших романов на английском языке по рейтингу журнала Time.
Книга посвящена Люси Барфилд, крестнице автора.

## Перевод на русский
На русском языке повесть впервые была издана ленинградским отделением издательства «Детская литература» в переводе Галины Островской под названием «Лев, колдунья и платяной шкаф» (стихи были переведены Майей Борисовой). Данное название в дальнейшем подхватили и другие переводчики: Михаил Тарасьев (1991), Людмила Ляхова (1991), Юрий Прижбиляк (1993), Наталья Трауберг (2004) и Анна Троицкая-Фэррант (2004). В 2000 году издательство «Terra Fantastica» выпустило перевод В. Воседого под названием «Лев, ведьмарка и зеркальный гардероб».

## Сюжет
Из-за бомбёжек Лондона четверых детей семьи Певенси (Питера, Сьюзен, Эдмунда и Люси) отправляют к другу семьи, профессору Дигори Кёрку.
Один раз братья и сёстры исследуют дом и заходят в комнату с платяным шкафом. Трое из них покидают комнату, а Люси забирается в шкаф и попадает через него в заснеженную Нарнию, где знакомится с фавном по имени мистер Тумнус у странного для леса предмета — Фонарного столба. Фавн рассказывает ей, что Нарния находится под властью Белой Колдуньи, захватившей страну и провозгласившей себя королевой; из-за неё в Нарнии вечная зима и никогда не бывает Рождества. Неожиданно он раскаивается, что нарочно задержал здесь Люси, так как работает на Колдунью и должен приводить к ней детей Адама и Евы, чтобы она с ними расправилась. Он предупреждает её об осторожности и просит приходить к нему в гости снова. Вернувшись обратно, Люси рассказывает о своём приключении, однако остальные дети ей не верят: она говорит, что отсутствовала много часов, а здесь не прошло и минуты, и, к тому же, когда все заглядывают в шкаф, там не оказывается ничего, кроме шуб. Позже, когда Люси во второй раз попадает в Нарнию во время пряток, за ней следом идёт Эдмунд. Он встречает Белую Колдунью, которая сначала хочет убить его, а затем расспрашивает и угощает рахат-лукумом. Из его уст она выясняет, что всего в их семье два сына Адама и две дочери Евы, и эта информация интересует и волнует её больше всего. Также ей становится известно о предавшем её фавне. Она обещает Эдмунду титул наследного принца, богатства и возвышения над братом и сёстрами, взамен попросив привести их к ней в замок. Эдмунд, характер которого оставляет желать весьма лучшего, поддаётся на лесть и соглашается.
Когда Колдунья уезжает, Люси внезапно возвращается от мистера Тумнуса и радуется, что Эдмунд сможет подтвердить её историю о Нарнии. Однако дома он изменяет своему слову и вновь высмеивает её веру в волшебную страну, сказав, что они просто решили поиграть в шкафу. Люси в слезах убегает, а Питер ругает Эдмунда за его гадкое поведение, в частности, по отношению к ней. Тем не менее, у старших ребят возникают опасения, что или правдивая обычно Люси ни с того ни с сего стала врать, или она сошла с ума и видит то, чего на самом деле нет. Питер и Сьюзен просят помощи у профессора и неожиданно слышат от него, что Люси может говорить правду: дом профессора, по его словам, очень странный, и дверь в другой мир действительно может здесь быть. А Люси в силу возраста не смогла бы придумать страну, где время идёт по-другому. К тому же, им известно, что обычно она не врёт, и, следовательно, им стоит задуматься, кто же из младших был с ними наиболее честен. Проходят дни, и как-то раз все четверо детей волей случая попадают в Нарнию. К несчастью, они обнаруживают, что Тумнуса забрали слуги Колдуньи. Детей приводит в свой дом мистер Бобёр, который напару с миссис Бобрихой рассказывает о том, что Аслан уже в пути, а значит, начинает сбываться древнее пророчество. Оно гласит, что придёт Великий Лев, кончится долгая зима и четыре человека станут правителями Нарнии, свергнув Белую Колдунью. Сама Колдунья — потомок Адама и его первой жены, Лилит, что означает, что она не дочь Евы и, следовательно, не человек полностью: в её венах течёт кровь джиннов и великанов. Во время рассказа Эдмунд сбегает и направляется к замку. Колдунья злится на него, так как он не привёл к ней всех остальных, отдаёт приказ волкам наведаться на плотину Бобров и отправляется к Каменному Столу — месту, куда придёт Аслан. А тем временем Питер, Сьюзен, Люси и Бобры сами идут к Столу. По дороге они встречают Деда Мороза, который вручает им подарки: Питеру — меч и щит, Сьюзен — лук, стрелы и рог, Люси — кинжал и напиток, одна капля которого излечивает любые раны. Воссоединившись с Великим Львом, дети просят его помочь спасти Эдмунда.
Эдмунд, путешествуя вместе с правительницей, понимает, насколько он был не прав, и раскаивается в своём прежнем отношении к семье. Когда его освобождают из рук Колдуньи, она прибывает в их лагерь у Каменного Стола и требует его выдать: она давным-давно была назначена палачом и имеет право казнить любого предателя, а Эдмунд предал остальных. Аслан договаривается с ней о чём-то, и она отступается от мальчика. Лагерь переносится на другое место, а ночью Аслан приходит сюда, на жертвенный камень, и становится под нож Колдуньи взамен Эдмунда. Сьюзен и Люси видят это и в слезах пытаются ему помочь после ухода Колдуньи. Неожиданно он воскресает, так как по древнему волшебству тот, кто по доброй воле взойдёт на Стол вместо предателя, сам никогда не совершав предательства, вернётся к жизни после казни. Они втроём спешат в замок Колдуньи, и там Аслан расколдовывает все каменные статуи, включая мистера Тумнуса. Наутро Колдунья с войском нападает на лагерь Питера, и происходит решающее сражение за Нарнию. Эдмунд проявляет смекалку и ломает палочку Колдуньи, тем самым лишив её возможности превращать врагов в камень. Но она в отместку ранит его. К ним на выручку приходят Аслан, девочки и расколдованные жители. Колдунья гибнет от когтей Льва, а её войско терпит поражение. Аслан снова занимается теми, кто стал каменным, Люси помогает раненым с помощью своего напитка.
После победы Питер, Сьюзен, Эдмунд и Люси становятся королями и королевами Нарнии в замке Кэр-Параваль на берегу моря. Питер становится Верховным королём и получает прозвище Великолепный, Сьюзен получает прозвище Великодушная, Эдмунд — Справедливый, а Люси — Отважная. Они правят много лет и забывают о родном мире, но в один день они едут на охоту за Белым оленем, который может исполнить любое желание поймавшего его. Не догнав оленя, четверо братьев и сестёр внезапно выходят к Фонарному столбу, вспоминают нечто давнее и возвращаются в платяной шкаф неожиданно для себя. Они понимают, что здесь по-прежнему тот самый день, когда они зашли внутрь, и никто не заметил их исчезновения. Более того, они выросли в Нарнии, но дома вновь принимают прежний возраст. Дети решают рассказать обо всём профессору (прежде всего, чтобы объяснить пропажу четырёх шуб), и он им верит. Он говорит им, что больше в Нарнию они через шкаф не попадут, и им следует ждать открытия новых путей. Также он советует ни с кем не болтать о Нарнии, кроме самих себя и тех, кто тоже в ней побывал, — по его мнению, они узнают таких людей даже по их глазам. В конце профессор предрекает, что это только начало приключений.

## Персонажи
- Питер Певенси — старший из детей. Ответственный и заботливый. Следил за тем, чтобы Эдмунд не вёл себя ужасно по отношению к Люси, но перед Асланом признался, что иногда был к нему слишком строг.
- Сьюзен Певенси — вторая по старшинству. Разделяет с Питером его ответственность за младших.
- Эдмунд Певенси — третий по старшинству. В начале был задиристым и заносчивым. Предал мистера Тумнуса и брата с сёстрами, но позже раскаялся и изменился.
- Люси Певенси — младшая из детей. Первой попала в Нарнию. Честная и добрая.
- Дигори Кёрк, или профессор Кёрк — профессор, в доме которого гостили дети. Мудрый, рассудительный взрослый.
- Белая Колдунья — колдунья, захватившая Нарнию. По словам мистера Бобра, «вообразила себя королевой, потому что её назначили палачом». Погибла.
- Аслан — Великий Лев, который помог детям освободить Нарнию от Белой Колдуньи и стать им королями и королевами.
- Мистер Тумнус — фавн, которого встретила Люси, когда впервые попала в Нарнию.
- Бобры — супружеская чета бобров. Мистер Бобр встретил четверых детей, когда те попали в Нарнию, объяснил им, что происходит, и помог добраться до Аслана.
- Могрим — волк, капитан секретной полиции, приспешник Белой Колдуньи. Был убит Питером, за что Аслан посвятил мальчика в рыцари.
- Гном — главный приспешник Белой Колдуньи. Управляет её санями. Его имя в книге не упоминается.

## Влияние

### Жизнь Льюиса
В начале книги рассказывается о том, что четверо главных героев были отправлены из Лондона за город из-за бомбёжек. Во время Второй мировой войны это происходило со многими лондонскими детьми. В доме у Льюиса также жили дети. Прототипом профессора Керка, очевидно, был профессор У. Т. Керкпатрик, у которого Льюис учился и жил с 1914 по 1917 год.

### Христианство и мифология
«Лев, колдунья и платяной шкаф» соединяет в себе как христианские мотивы, так и элементы скандинавской, древнегреческой, кельтской и других мифологий. Так, например, фавн — персонаж древнегреческой мифологии, а Отец Рождество — английского фольклора (в русском переводе его заменили на Деда Мороза). Аслан жертвует собой за Эдмунда так же, как Иисус Христос за грешников. Вместо креста используется Каменный стол (каменные столы использовались в кельтской религии). Джадис символизирует дьявола (также она напоминает Снежную королеву из сказки Х. К. Андерсена, а Эдмунд, соответственно, Кая). Также Джадис символизирует Понтия Пилата который распял Иисуса Христа. Долгая зима позаимствована из скандинавской мифологии, в которой существует Фимбулвинтер, предшествующая Рагнарёку.
После битвы за Кэр-Паравель Аслан «добывает» еду для своего воинства — едва ли менее чудесным образом, чем Христос, пятью хлебами накормивший тысячи человек.

## Экранизации
- 1967 — «Хроники Нарнии: Лев, колдунья и платяной шкаф»(на данный момент сохранены лишь 1 и 8 серия на английском языке)
- 1979 — «Хроники Нарнии: Лев, колдунья и платяной шкаф»
- 1988 — «Хроники Нарнии: Лев, колдунья и платяной шкаф» (фильм снят реж. Мэрлин Фокс)
- 2005 — «Хроники Нарнии: Лев, колдунья и волшебный шкаф» (фильм Walt Disney Company; режиссёр Эндрю Адамсон).

## Интересные факты
- Первоначально, имена детей Певенси были: Анна, Мартин, Роза и Питер[5][неавторитетный источник].
- В конце 1990-х годов в одном из русских переводов цикла о Нарнии имя льва Аслана было заменено на Арслан (или Арсалан).
- Имя Аслан в тюркских языках означает «лев».
- Книга «Лев, колдунья и платяной шкаф» занимает девятое место в списке «200 лучших книг по версии BBC» (2003).